# 하이난털고슴도치
하이난털고슴도치(Neohylomys hainanensis) 또는 하이난문랫은 고슴도치과에 속하는 포유류의 일종이다. 중국의 고유종이다. 자연 서식지는 아열대 또는 열대 기후 지역의 건조림이다. 하이난털고슴도치속(Neohylomys)의 단일종이다.